# عمر العمادي (كاتب)
عمر العمادي (من مواليد الثامن من تموز/يوليو 1966) هو باحث وروائي وشاعر سوري أمريكي. صدرت في عام 2016 الطبعة الثانية من روايته «إنجيل دمشق» وهي الرواية التي تُرجمت للعربية والفرنسية والإسبانيّة.

## النشأة والتعليم
وُلد في العاصمة السوريّة دمشق في الثامن من تموز/يوليو) 1966 لأبوين هما محمد العمادي وميلدريد إيلين ريبي. حصل العمادي على درجة البكالوريوس من كلية ماكاليستر وحصل على درجة الماجستير والدكتوراه من جامعة بنسلفانيا. كان من تلاميذ الشيخ محمد بشِير الباني وهو عالم مسلم صوفي دمشقي، حيث تتلمذَ على يدهِ منذ عام 1985 وحتى وفاة الباني عام 2008.

## المسيرة المهنيّة
عمر العمادي هو مؤلف رواية نسوخات (2024) التي نالت الجائزة الذهبية (Literary Titan) وخديعة كيتلن (2023) وتجربة سيليست (2022) - اللتين نالا الجائزة الفضية (Literary Titan)، والتحويل (2022) والتي رشحت لجائزة (Pushcart) من قبل دورية ليترو، وعندما تتحرك يدها (2022) - وهو كتاب يحتوي على ثلاث روايات قصيرة - وإنجيل دمشق الذي وصل إلى نهائيات جائزة كتاب العام (BOTYA) في عام 2012. تم نُشر رواية إنجيل دمشق في ثلات اصدارات باللغة الإنجليزية، كما تُرجمت إلى العربية والفرنسية والإسبانية. تنسج الرواية نصوص يهودية ومسيحية مسلمة مختلفة لتروي قصة رجل دمشقي أصبح منشغلًا تمامًا بفكرة أن دمشق هي موقع المجيء الثاني للمسيح.
العمادي هو أيضًا مؤلف وشريك في تأليف العديد من الأعمال حول سوريا والإسلام والصوفية بما في ذلك: اِستخراج محكم القرآن: المبادئ (2024)،
ورؤية من الداخل لسوريا الحديثة: السيرة الذاتية غير المصرح بها لمصلح دمشقي (2023)، والتي نم اختيارها كاحد افضل كتب السير الذاتية؛ القاموس التاريخي لسوريا - الاصدار الرابع (2021)؛ سوريا في الحرب بعد ثمان سنوات (2020)؛ الصوفية وحماية الهوية الروحية السورية (2020)؛ تسليح فكرة اعادة الاعمار في سوريا (2019)؛ الانتفاضة السورية: أصولها المحلية ومسارها المبكر (2018)؛ اتفاقيات المصالحة في سوريا (2017)؛ العلمانية التنظيمية: الحركات الاسلامية الدمشقية والانتفاضة السورية (2016)؛ سوريا في الحرب بعد خمس سنوات (2016)؛ المقاومة المدنية في الانتفاضة السورية من الاحتجاج السلمي إلى الحرب الاهلية الطائفية (2016)؛  كيف كان بامكان شبكة التمويل الأصغر ان تستبق الانتفاضة السورية (2014)؛  عندما تُدفع من الايمن انظر إلى يسارك: قصص مجازية عن الإنسانية الإسلامية (2005)؛ صعود وانهيار المجتمع المدني الإسلامي (2005)؛  والصندوق: تجربة رائدة للتمويل الصغير في جبل الحص (2003).

## مركز الدراسات السورية
بعد العمل في برنامج الأمم المتحدة الإنمائي، ومعهد نيويورك للتكنولوجيا (الحرم الجامعي)، انضمَّ العمادي إلى مركز الدراسات السورية في جامعة سانت أندروز في عام 2012، كنائب لمدير المركز ، ومدير التحرير لمجلة المركز التي تصدر تحت عنوان «دراسات سوريا» وكزميل أول. وبهذه الصفة كتب بانتظام في مدونة المركز من وحي سوريا. وظهر بشكل متكرر على قنوات التلفزيون والإذاعة، بما في ذلك فرانس 24، تي آر تي، ويورو نيوز. في ربيع 2021 استفال العمادي من مهامه الادارية لدى مركز الدراسات السورية (مع استمراره بالعمل كزميل لدى المركز) ليتفرغ بشكل كامل للكتابة.